# Le Grand Bazar (livre)
Pour les articles homonymes, voir Le Grand Bazar (homonymie).
 (mai 2022).
La mise en forme du texte ne suit pas les recommandations de Wikipédia : il faut le « wikifier ».
Les points d'amélioration suivants sont les cas les plus fréquents. Le détail des points à revoir est peut-être précisé sur la page de discussion.
- Les titres sont pré-formatés par le logiciel. Ils ne sont ni en capitales, ni en gras.
- Le texte ne doit pas être écrit en capitales (les noms de famille non plus), ni en gras, ni en italique, ni en « petit »…
- Le gras n'est utilisé que pour surligner le titre de l'article dans l'introduction, une seule fois.
- L'italique est rarement utilisé : mots en langue étrangère, titres d'œuvres, noms de bateaux, etc.
- Les citations ne sont pas en italique mais en corps de texte normal. Elles sont entourées par des guillemets français : « et ».
- Les listes à puces sont à éviter, des paragraphes rédigés étant largement préférés. Les tableaux sont à réserver à la présentation de données structurées (résultats, etc.).
- Les appels de note de bas de page (petits chiffres en exposant, introduits par l'outil «  Source ») sont à placer entre la fin de phrase et le point final[comme ça].
- Les liens internes (vers d'autres articles de Wikipédia) sont à choisir avec parcimonie. Créez des liens vers des articles approfondissant le sujet. Les termes génériques sans rapport avec le sujet sont à éviter, ainsi que les répétitions de liens vers un même terme.
- Les liens externes sont à placer uniquement dans une section « Liens externes », à la fin de l'article. Ces liens sont à choisir avec parcimonie suivant les règles définies. Si un lien sert de source à l'article, son insertion dans le texte est à faire par les notes de bas de page.
- La présentation des références doit suivre les conventions bibliographiques. Il est recommandé d'utiliser les modèles {{Ouvrage}}, {{Chapitre}}, {{Article}}, {{Lien web}} et/ou {{Bibliographie}}. Le mode d'édition visuel peut mettre en forme automatiquement les références.
- Insérer une infobox (cadre d'informations à droite) n'est pas obligatoire pour parachever la mise en page.

Pour une aide détaillée, merci de consulter Aide:Wikification.
Si vous pensez que ces points ont été résolus, vous pouvez retirer ce bandeau et améliorer la mise en forme d'un autre article.
Le Grand Bazar est un livre autobiographique de Daniel Cohn-Bendit, alors habitant en Allemagne, paru en 1975 en France aux éditions Belfond puis réédité chez Denoël la même année pour raconter son parcours pendant Mai 68 et au cours des années suivantes, qui a provoqué des polémiques pendant plusieurs décennies, en particulier en 2001, 2009 et 2019, en raison de son récit de scènes de pédophilie. Le titre reprend celui d'un film humoristique français, réalisé par Claude Zidi, sorti sur les écrans en 1973.
Ce livre fut la première publication de Daniel Cohn-Bendit face à un CRS devant la Sorbonne, une photo de Gilles Caron, cinq ans après son décès, utilisée en couverture.

## Histoire
Le livre prend la forme d'une série d'entretiens avec Daniel Cohn-Bendit, réalisés par trois de ses amis en Allemagne, puis rédigés par eux à Paris au moment où l'auteur espère pouvoir revenir en France, par le biais d'une invitation à l'émission Apostrophes et d'un contrat d'éditeur. Les entretiens ont été réalisés avec Jean-Marc Salmon, Michel Lévy et Maren Sell sur le parcours de Cohn-Bendit.
C'est le deuxième ouvrage de Daniel Cohn-Bendit, sept ans après celui de 1968, trois ans avant les livres d'historiens qui sortiront pour le dixième anniversaire de Mai 68. Le livre est une autobiographie, écrite en langage parlé, qui tient de l'hagiographie autopromotionnelle tout en se voulant un catalogue des idées de Mai 68, refondu et rénové pour en donner une image compatible avec la fin annoncée du gauchisme, dont l'auteur se présente comme un « carrefour ».

### Passages polémiques
Teinté de quelques passages sensationnalistes, le livre consacre ainsi un chapitre à la pédophilie et un autre au terrorisme, qui seront vertement critiqués pendant des décennies. Il n'obtient qu'une promotion et une diffusion limitées, avec des problèmes de calendrier dus à la difficulté de concrétiser l'invitation à l'émission Apostrophes, qui finalement ne suffira pas à lever l'interdiction du territoire de Daniel Cohn-Bendit.
Daniel Cohn-Bendit y raconte son métier d'éducateur dans un jardin d'enfants « alternatif » à Francfort au milieu des années 1970 :

« Il m’était arrivé plusieurs fois que certains gosses ouvrent ma braguette et commencent à me chatouiller. Je réagissais de manière différente selon les circonstances, mais leur désir me posait un problème. Je leur demandais : 'Pourquoi ne jouez-vous pas ensemble, pourquoi m’avez-vous choisi, moi, et pas d'autres gosses ?' Mais s’ils insistaient, je les caressais quand même". "J’avais besoin d’être inconditionnellement accepté par eux. Je voulais que les gosses aient envie de moi, et je faisais tout pour qu’ils dépendent de moi". »

### Republication en août 1976
En août 1976, peu après le suicide d'Ulrike Meinhof, Daniel Cohn-Bendit publie un long article reprenant le chapitre controversé, sur la pédophilie, de son livre Le Grand Bazar, qui fait la couverture sensationnaliste du magazine mensuel Das dam, fondé en 1973 à Hambourg par Klaus Rainer Röhl (en), ex-mari d'Ulrike Meinhof, avec qui celui-ci dirigeait avant 1969 le réputé magazine culturel Konkret.
Peu après Cohn-Bendit devient entrepreneur : il fonde en octobre 1976 Pflasterstrand, qu'il présente comme un « magazine de référence du milieu anarchiste à Francfort (Sponti-Szene) ».

### Polémique de 2001
La publication de cet extrait par plusieurs journaux en 2001, a généré « un certain émoi en Allemagne, en France et au Royaume-Uni ». L'ami de jeunesse de Cohn-Bendit, Joschka Fischer était alors vice-chancelier et ministre des Affaires étrangères d'Allemagne et des photos de lui brutalisant des policiers peu avant 1975, en compagnie du terroriste Hans-Joachim Klein, venaient d'être publiées dans la presse.
Les extraits du livre ont été ainsi publiés par la presse allemande (Bild), britannique (The Independent) et italienne (La Repubblica) par la journaliste allemande Bettina Röhl,, dont la mère, Ulrike Meinhof, cofondatrice de la Fraction armée rouge, s'est suicidée quand elle avait 41 ans. Les écrits pédophiles de Daniel Cohn-Bendit avaient été publiés aussi en 1976, peu après le suicide de cette dernière, dans le magazine culturel dirigé par son père, lui aussi accusé d'abus sexuels.

### Défense de l'auteur
Pour sa défense l'auteur avait confessé ses "remords d’avoir écrit tout cela", dans L’Express en 2001, puis brandi "une lettre de soutien de parents et d’enfants des crèches alternatives dans lesquelles il a officié" et mis en avant dans une interview au Monde  un « besoin maladif de la provocation » et le contexte de l’époque, en estimant que ses propos étaient devenus « intolérable[s] » et que « plus personne n’écrirait cela ». Ces propos avaient été en substance repris en 1982 sur le plateau d'"Apostrophes".
Le 22 février 2001, il se confie à L'Express, Le Monde et Libération, pour évoquer « le contexte des années 1970 » et des pages « dont nous devons avoir honte ». L'écrivain Sorj Chalandon rédige le lendemain un mea culpa de Libération sur des pétitions oubliées datant des années 1970, et L'Express publie les entretiens de deux anciens signataires, Philippe Sollers faisant part de ses regrets et Bernard Muldworf assurant être déjà anti-pédophile à l'époque et de la juriste Françoise Dekeuwer-Défossez, qui croit savoir que « Cohn-Bendit n'aurait sans doute pas été poursuivi à l'époque ». Pour atténuer sa responsabilité, l'article de Libération cite le slogan Il est interdit d'interdire !, mais pas son auteur Jean Yanne, et celui des situationnistes de 1966 en version tronquée, lui aussi interprété au sens sexuel, pour présenter « plus qu'une période », un « laboratoire », qui aurait été à lui seul « accoucheur » de « monstres ».

### Historiographie
Au delà du chapitre décrivant des abus sexuels sur enfants, Le Grand Bazar présente l'image marketing d'une première commémoration décennale sous la forme d'un Mai 68 devenu « ludique et désormais dépourvu de toute visée politique », selon l'historienne Isabelle Sommier.

### Couverture photo
Il s'agit de la première publication à utiliser, en couverture, Daniel Cohn-Bendit face à un CRS devant la Sorbonne, une photo de Gilles Caron cinq ans après son décès, que le photographe, l'édition et la presse n'avaient jusque là jamais publiée, en raison d'une part de mise en scène de l'étudiant photographié.